# Roberto Gnattali
Roberto Gnattali (Rio de Janeiro, 20 de dezembro de 1948) é um instrumentista, arranjador e compositor brasileiro. Foi responsável por diversas trilhas sonoras para vários filmes e minisséries.